# Knemodynerus albolimbatus
Knemodynerus albolimbatus är en stekelart som beskrevs av Schulthess 1914. Knemodynerus albolimbatus ingår i släktet Knemodynerus och familjen Eumenidae. Inga underarter finns listade i Catalogue of Life.